# Khàiriuzovo
Khàiriuzovo (en rus: Хайрюзово) és un poble del krai de Kamtxatka, a Rússia, que el 2021 tenia 111 habitants. Pertany al districte de Tiguil.